# За управлението на империята
„За управлението на империята“ (на латински: De Administrando Imperio, на средногръцки: Πρὸς τὸν ἴδιον υἱὸν Ρωμανόν, „Съвети към моя син Роман“) е съчинение на византийския император Константин VII Багренородни, писано между 948 и 952 година, и предназначено за лично или поверително ползване от/в имперския двор и канцелария. Адресирано е до бъдещия император Роман II.
Съчинението дава ценни исторически и етнографски данни за съседните на Византия народи.